# Peter Krieger
Peter Krieger (30 de novembre de 1929 - 1981) va ser un futbolista alemany que va jugar al club 1. El FC Saarbrücken i la selecció del Sarre com a davanter.